# Igor Bubnjić
Igor Bubnjić (ur. 17 lipca 1992 w Splicie) – chorwacki piłkarz grający na pozycji środkowego obrońcy. Od 2013 roku jest zawodnikiem klubu Udinese Calcio.

## Kariera klubowa
Swoją karierę piłkarską Bubnjić rozpoczynał w małych klubach, takich jak Daruvar i Kamen Sirać. Następnie w 2007 roku podjął treningi w NK Slaven Belupo z Koprivnicy. W 2011 roku został wypożyczony do NK Koprivnica, w której spędził pół sezonu 2011/2012. W 2012 roku wrócił do Slaven Belupo i 21 marca 2012 zadebiutował w nim w pierwszej lidze chorwackiej w przegranym 0:2 wyjazdowym meczu z Dinamem Zagrzeb. W sezonie 2012/2013 stał się podstawowym zawodnikiem Slaven Belupo.
W 2013 roku Bubnjić został piłkarzem Udinese Calcio.
| Sezon   | Klub             | Kraj      | Rozgrywki | Mecze | Bramki |
| ------- | ---------------- | --------- | --------- | ----- | ------ |
| 2011/12 | NK Koprivnica    | Chorwacja | Druga HNL | 13    | 2      |
| 2011/12 | NK Slaven Belupo | Chorwacja | Prva HNL  | 9     | 1      |
| 2012/13 | NK Slaven Belupo | Chorwacja | Prva HNL  | 25    | 1      |
| 2013/14 | Udinese Calcio   | Włochy    | Serie A   | 7     | 0      |

## Kariera reprezentacyjna
Bubnjić grał w młodzieżowych reprezentacjach Chorwacji na różnych szczeblach wiekowych. 10 czerwca 2013 roku zadebiutował w dorosłej reprezentacji w przegranym 0:1 towarzyskim meczu z Portugalią, rozegranym w Lancy. W 87. minucie tego meczu zmienił Vedrana Ćorlukę.